# Отрицательный отбор (управление)
Об отрицательном отборе в биологии см. отсекающий отбор
Отрица́тельный отбо́р (негативный отбор, отрицательная селекция) — социально-политический процесс, который, как правило, происходит в условиях плотной иерархии — в условиях диктатуры и олигархии.  Может проявляться и в других типах организаций с иерархическими моделями управления, хотя и менее часто, а также при проведении выборов.
По наблюдению русского политического философа Н. А. Бердяева («Демократия и иерархия», 1917), индивиды на вершине иерархии, желая навсегда остаться у власти, выбирают себе соратников или подчинённых по основному критерию некомпетентности — никто не должен быть достаточно компетентным либо способным преуспевать в том, чтобы отстранить вышестоящего руководителя от власти. Поскольку подчинённые зачастую копируют поведение своих руководителей, они делают то же самое с теми, кто ниже их в иерархии. Таким образом, вся иерархическая структура со временем постепенно заполняется всё более и более некомпетентными индивидами. Если вышестоящий руководитель замечает угрозу стабильности своего положения в иерархической структуре, он, как правило, избавляется (уничтожает, перемещает, увольняет) тех, кто ему угрожает, — «чистит» иерархию. На освободившиеся позиции в иерархии обычно приходят индивиды снизу — те, кто менее компетентен, чем их предыдущие руководители, но более лоялен к руководству и системе в целом. В результате с течением времени иерархия становится всё менее эффективной.
В социологии основоположником изучения отрицательного отбора считается Питирим Сорокин. Процессы негативного отбора свойственны не только политическим системам, но и любым другим организациям и объединениям индивидов при наличии в них жёсткой иерархической системы управления. Отрицательная селекция может проявляться в бизнес-организациях, общественных институтах, образовательных учреждениях и так далее.